# Costache Negri (Galaţi)
Costache Negri é uma comuna romena localizada no distrito de Galaţi, na região de Moldávia. A comuna possui uma área de 26.88 km² e sua população era de 2658 habitantes segundo o censo de 2007.